# Астропектен гребінчастий
Астропектен гребінчастий (Astropecten irregularis) — морська зірка родини Astropectinidae.

## Середовище проживання та поведінка
Морські зірки роду Astropecten живуть на рухомому морському дні (піщаному, мулистому або гравійному дні), і вони залишаються здебільшого похованими під осадом протягом дня. Пізно вдень і вночі морські зірки виходять на полювання в основному на двостулкових молюсків, які є їх улюбленою здобиччю. Astropecten irregularis є дуже поширеним видом на всіх видах рухомого морського дна глибиною від 1 до 1000 м. Цей вид активний і його легко знайти вночі, іноді вдається знайти його пізно вдень. Цей вид долає відстані в 1 м за кілька хвилин, що робить її швидшою за більшість морських зірок.

## Опис
Astropecten irregularis має правильну, сплощену форму, з п'ятьма трикутними рукавами, які примикають одне до одного під чіткими кутами, і досягає діаметра від 10 см до 12 см, максимум 19 см. Колір його верхньої поверхні варіюється від світло-помаранчевого до бежевого до червоного, часто переходить у фіолетовий до кінчиків рук і іноді з невеликими темнішими плямами посередині.